# Exoprosopa pallasii
Exoprosopa pallasii är en tvåvingeart som först beskrevs av Christian Rudolph Wilhelm Wiedemann 1818.  Exoprosopa pallasii ingår i släktet Exoprosopa och familjen svävflugor. Inga underarter finns listade i Catalogue of Life.